# 1936 no desporto

## Eventos
- 1 de agosto - Abertura dos XI Jogos Olímpicos em Berlim. 49 países participantes. Brasil e Portugal representaram os países de língua lusófona. 21 modalidades oficiais e 2 demonstrativas.

### Futebol
- 27 de dezembro - No Sul-Americano de 1937 na Argentina, o Brasil vence o Peru pelo placar de 3 a 2. Como ambas as seleções usavam uniforme branco como titular, o Brasil usou novamente a camisa vermelha, mas dessa vez foi a do Independiente.[1]

### Xadrez
- 14 de maio a 6 de Junho - Torneio de xadrez de Moscou de 1936, vencido por José Raul Capablanca.[2]
- 10 de agosto a 28 - Torneio de xadrez de Nottingham de 1936, vencido por Mikhail Botvinnik.[3]

## Nascimentos
| Data           | Nome                 | Profissão                                       | Nacionalidade                        | Observações | Ref    |
| -------------- | -------------------- | ----------------------------------------------- | ------------------------------------ | ----------- | ------ |
| 4 de março     | Jim Clark            | piloto de Fórmula 1                             | Escócia                              | m. 1968     | [ 4 ]  |
| 26 de março    | Éder Jofre           | pugilista                                       | Brasil                               | m. 2022     | [ 5 ]  |
| 10 de abril    | Sepp Blatter         | presidente da FIFA                              | Suíça                                |             |        |
| 10 de abril    | John Madden          | treinador de Futebol americano                  | Estados Unidos                       | m. 2021     | [ 6 ]  |
| 15 de abril    | Raymond Poulidor     | ciclista                                        | França                               | m. 2019     | [ 7 ]  |
| 8 de maio      | Héctor Núñez         | futebolista e treinador                         | Uruguai                              | m. 2011     |        |
| 19 de maio     | Sissy Schwarz        | patinadora artística                            | Áustria                              |             |        |
| 18 de junho    | Denny Hulme          | piloto de Fórmula 1                             | Nova Zelândia                        | m. 1992     | [ 8 ]  |
| 29 de junho    | David Jenkins        | patinador artístico                             | Estados Unidos                       |             |        |
| 7 de julho     | Jo Siffert           | piloto de Fórmula 1                             | Suíça                                | m. 1971     | [ 9 ]  |
| 5 de agosto    | Larry Pierce         | patinador artístico                             | Estados Unidos                       | m. 1961     |        |
| 1 de setembro  | Washington Rodrigues | radialista, jornalista, repórter                | Brasil                               | m. 2024     | [ 10 ] |
| 7 de setembro  | Brian Hart           | ex-piloto e construtor de motores de competição | Inglaterra                           | m. 2014     | [ 11 ] |
| 19 de setembro | Al Oerter            | atleta, lançador de disco                       | Estados Unidos                       | m. 2007     | [ 12 ] |
| 23 de setembro | George Eastham       | ex-futebolista                                  | Inglaterra                           | m. 2024     | [ 13 ] |
| 18 de outubro  | Franz Ningel         | patinador artístico                             | Alemanha                             |             |        |
| 3 de novembro  | Roy Emerson          | tenista                                         | Austrália                            |             |        |
| 9 de novembro  | Mikhail Tal          | jogador de xadrez                               | Letônia (atual) · União Soviética    | m. 1992     | [ 14 ] |
| 22 de novembro | Karol Divín          | patinador artístico                             | Eslováquia (atual) · Tchecoslováquia | m. 2022     | [ 15 ] |

## Mortes
| Data | Nome | Profissão | Nacionalidade | Observações | Ref |
| ---- | ---- | --------- | ------------- | ----------- | --- |